# Demiseksualiteit

Demiseksualiteitvlag

Demiseksualiteit is een vorm van seksualiteit die voorkomt bij personen, die doorgaans enkel een seksuele drift ervaren wanneer zij een emotionele band met een partner hebben. De term wordt vaak gerelateerd aan aseksualiteit, dat naast hetero-, bi- en homoseksualiteit een seksuele geaardheid is.
Volgens sommigen voelen demiseksuele mensen geen primaire seksuele aantrekkingskracht (met betrekking tot het uiterlijk), maar enkel een secundaire, waarbij innerlijk een veel belangrijkere rol speelt. 
Juister is echter om te zeggen dat demiseksuele personen zich primair aangetrokken voelen tot het innerlijk van de andere persoon en secundair (of ondergeschikt) tot het uiterlijk ervan.
Bij het internationale netwerk voor aseksuelen, het Asexual Visibility and Education Network (AVEN), wordt de term demiseksueel vaak gebruikt als synoniem voor mensen die zichzelf 'Gray-A' of 'Grijs-aseksueel' noemen. 
Bepaalde personen uit deze groep mensen plaatsen zichzelf ergens tussen seksueel en aseksueel. Anderen voelen zich echter wel degelijk actief seksueel en ervaren een sterke seksuele aantrekkingskracht t.a.v. andere personen wanneer er een sterke connectie bestaat met die ander.

## Vlag
De kleuren hebben elk een symbolische betekenis: zwart staat voor aseksualiteit, grijs voor grijze aseksualiteit, wit voor seksualiteit en paars voor gemeenschap.